# Planetary Resources
Planetary Resources, Inc. war ein amerikanisches Unternehmen mit dem Langfristziel, Asteroidenbergbau zu betreiben. Dazu sollte zunächst nach Asteroiden gesucht werden, die für den Abbau von Rohstoffen in Frage kämen. Planetary Resources war Teil der Luxemburger Regierungsinitiative Space Resources, die Luxemburger Regierung hielt Anteile am Unternehmen (siehe: Weltraumressourcengesetz).

## Geschichte
Das Unternehmen wurde im November 2010 als Arkyd Astronautics gegründet und 2012 in Planetary Resources umbenannt. Die Firma wurde am 24. April 2012 im Seattle-Luftfahrtmuseum durch eine Investorengruppe um Peter Diamandis, Eric Schmidt, Larry Page, James Cameron, Charles Simonyi und weiteren Personen bekanntgemacht. Ein Unternehmensziel war das Aufspüren von geeigneten Asteroiden mit Hilfe von Weltraumteleskopen und eine spätere automatisierte Erkundung, Untersuchung und der Abbau der Rohstoffvorkommen, wie z. B. Osmium, Iridium, Platin, Palladium und Wasser, durch Roboter-Sonden.
Im April 2013 kündigte Planetary Resources eine Kooperation mit dem US-Unternehmen Bechtel an.
Ende Mai 2013 startete Planetary Resources eine Crowdfunding-Kampagne auf der Plattform Kickstarter, um das erste Arkyd-Weltraumteleskop zu finanzieren.
Der Start des ersten Nanosatelliten, des Technologieträgers Arkyd 3, erfolgte am 28. Oktober 2014, er wurde jedoch bei der Explosion der Antares-Rakete zerstört. Später gelang der Start von zwei weiteren Kleinsatelliten zur die Erprobung der Arkyd-Technik.
Am 26. Mai 2016 verkündete Planetary Resources die Aufgabe des Arkyd-Weltraumteleskops. Als Gründe nannte das Unternehmen mangelndes Interesse an einem privaten Weltraumteleskop und die daraus resultierende unzureichende weitere Finanzierung und Wirtschaftlichkeit. Die 17.614 Kickstarter-Unterstützer sollten ihr Geld (insgesamt ca. 1,5 Millionen Dollar) zurückbekommen.
Im Jahr 2018 wurde das Unternehmen im Rahmen eines Asset Deals an das Blockchain-Startup ConsenSys verkauft. Die verbliebenen Gerätschaften von Planetary Resources wurden im Jahr 2020 versteigert.

## Machbarkeit
Vertreter konventioneller Bergbauunternehmen äußerten sich zurückhaltend über die Pläne von Planetary Resources.
Die japanische Weltraumsonde Hayabusa brachte 2010 die ersten Bodenproben eines Asteroiden zur Erde, was als technischer Triumph gefeiert wurde. Dabei handelte es sich allerdings lediglich um 1500 Gesteinspartikel mit einer Größe von meist unter 10 μm.
Das Wall Street Journal berichtete von Studien der NASA über Möglichkeiten, Asteroiden näher zur Erde zu schleppen. Demnach würde es 2,6 Milliarden Dollar kosten, einen Asteroiden mit einem Durchmesser von sieben Metern in die Mond-Umlaufbahn zu befördern. Ein solches Projekt könne theoretisch bis zum Jahr 2025 umgesetzt werden.